# Robert McCormick

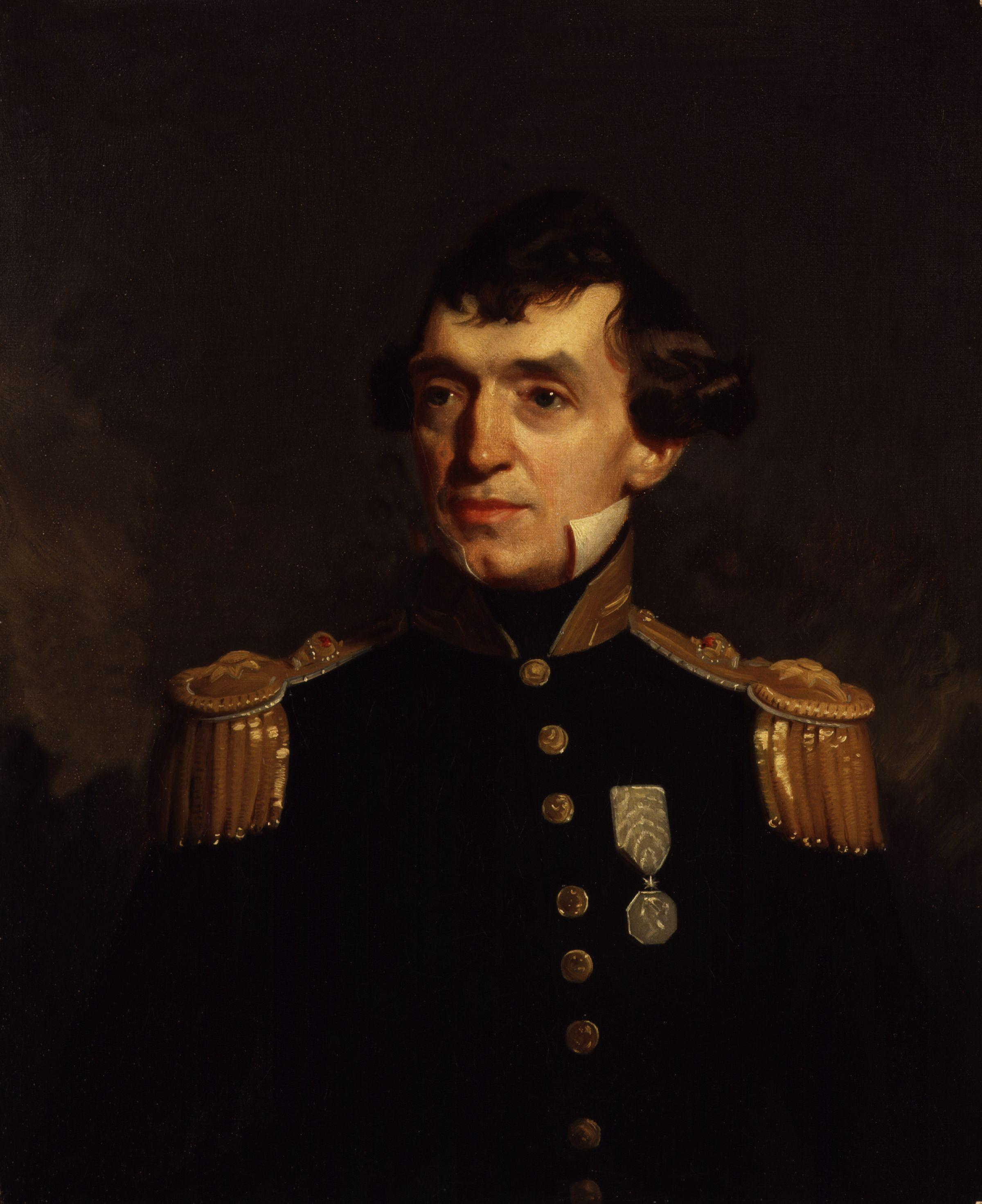
Imagem do explorador britânico Robert McCormick.

Robert McCormick (Great Yarmouth, 22 de julho de 1800 — 25 de outubro de 1890) foi um cirurgião, naturalista e explorador britânico da Marinha Real Britânica.

## Carreira
McCormick  começou a sua carreira como assistente-cirurgião no HMS Hecla  sob o comando de  Parry de William Edward em 1827, posteriormente tornou-se  cirurgião de bordo no Beagle em 1832, tendo como naturalista do navio  Charles Darwin,  que desenvolveu a teoria da seleção natural em 1832. Viajou ao  Brasil) e,  como cirurgião na expedição de James Clark Ross,  entre 1839 e 1842, foi para a Antártica com o objetivo de localizar o polo sul.  Na última viagem, seus deveres de naturalista foram divididos com  Hooker de Joseph Dalton,  concentrando-de na geologia e coleta de pássaros.
McCormick conduziu também uma expedição de busca mal sucedida para encontrar  John Franklin, que  não retornou após uma expedição para encontrar uma passagem marítima pelo norte da América ( Passagem do Noroeste, interligando o Oceano Atlântico e o Oceano Pacífico.
Em 1844, publicou sua autobiografia com o título " Voyages of Discovery in the Arctic and Antarctic Seas and around the World " .
O  mandrião-antártico, mandrião-do-sul ou skua-polar-sul,  Stercorarius maccormicki , é um pássaro marinho da familia das  Stercorariidae  encontrada por McCormick numa ilha da Antártica ( Terra de Vitória ). Este pássaro foi   descrito por ele em 1841 ,  e nomeado em sua homenagem por Howard Saunders.

## Fonte
Stephen Jay Gould, Darwin et les grandes énigmes de la vie, Seuil, coll. « Points / Sciences », Paris, 1997 ISBN 2020069806